# Jadi Mulya I
Jadi Mulya I is een bestuurslaag in het regentschap Musi Rawas van de provincie Zuid-Sumatra, Indonesië. Jadi Mulya I telt 1566 inwoners (volkstelling 2010).